# فرضية توليد اللغة الإنجليزية الوسطى
فرضية توليد اللغة الإنجليزية الوسطى (بالإنجليزية: Middle English creole hypothesis) هي فكرة أن اللغة الإنجليزية لغة مُولَّدة، أي أنها لغة تطورت من لغة هجينة. قادت الاختلافات الشاسعة بين الإنجليزية القديمة والحديثة اللغويين التاريخيين إلى إدعاء أن اللغةَ الإنجليزية خضعت لعملية توليد عند زمنٍ قريب من غزو النورمان. طُرحت النظريةُ أول مرة في عام 1977 من قبل بايلي (C. Bailey) ومارولدت (K. Maroldt) ومنذ ذلك الحين وللنظرية مؤيدين ومعارضين في العالم الأكاديمي. تُشير إصداراتٌ (نُسخٌ) مختلفة من الفرضية إلى عملية التوليد عبر الاحتكاك بين الإنجليزية القديمة والفرنسية النورمانية، و بين الإنجليزية القديمة والشمالية القديمة، أو نتجت عن تحويل عدد كبير من الشعوب الكلتية البريطانية إلى التحدث بالإنجليزية.
يأتي الجدال لصالح تسمية الإنجليزية الوسطى بلغة مولدة من الانخفاض المفرط في الأشكال الصرفية من الإنجليزية القديمة إلى الإنجليزية الوسطى. بُسّطَ نظام تصريف الأسماء جذرياً، وفقد نظامُ الأفعال أيضاً العديد من الأنماطِ القديمةِ بتصريف الأفعال. أُعيد تحليل العديد من الأفعال الجرمانية القوية على أنها أفعال جرمانية ضعيفة. وأصبحت الحالة الشرطية أقل بروزاً. وبُسط النحو أيضاً نوعاً ما، مع أنماط ترتيب للكلمات أصبحت أكثر جموداً. هذه التبسيطات النحوية تشبه تلك التي لوحظت في اللغات المهجنة، والمولدة، واللغات المتصلة الأخرى، والتي تظهر عندما يحتاج ناطقون بلغاتٍ مختلفة للتواصل. غالباً ما تفتقر اللغات الاتصالية لتصريفات كل اللغات الأولية، أو تُبسطها بشكلٍ كبير. ومع ذلك، يقول كثيرون أن اللغةَ الإنجليزية ليست لغة مولدة؛ لأنها تحتفظ بعدد كبير (283) من الأفعال غير المنتظمة، تماماً مثل اللغات الجرمانية الأخرى، وهي سمة لغوية غالباً تكون أول ما يختفي بين الكريولات (اللغات المولدة) واللغات الهجينة.
من المؤكد أن اللغة الإنجليزية القديمة خضعت لتغيراتٍ نحوية، كانهيار جميع الحالات إلى حالة الإضافة والحالة العامة. ومع ذلك، فقد ساهم اختزال الصوائت غير المضغوطة (المشددة) إلى مصوتات مخفية؛ بسبب موقع الضغط الثابت، في هذه العملية، وهو نمطٌ شائعٌ في العديد من اللغات الجرمانية. كانت عملية انهيار الحالات جاريةٍ بالفعل في الإنجليزية القديمة، على سبيل المثال: في الأسماء المذكرة القوية، حيث أصبحت حالتا الرفع والنصب متطابقتين. بالتالي تبسيط إعراب الأسماء في الإنجليزية القديمة إلى الإنجليزية الوسطى ربما كان لها أسبابٌ ليست لها علاقة بالتوليد اللغوي؛ على الرغم من أن التوليد اللغوي قد يكون قد تسبب بالتغيرات النحوية لتظهر بشكلٍ أسرع.

## تأثير اللغة الفرنسية على الإنجليزية الوسطى

يُقدر عدد الكلمات ذات الأصل الجرماني في اللغة الإنجليزية فقط بـ26%

لدى اللغة الإنجليزية كلمات دخلية (مقتضرضة) بأعدادٍ هائلة من اللغة الفرنسية والنورمانية، اقترضتها خصوصاً خلال القرن الرابعة عشر. بدأت اللغة الإنجليزية بإزاحة اللغة الفرنسية كلغة وطنية رسمية في إنجلترا بحلول عام 1362، عندما تداولت جلسة البرلمان لأول مرة - في عهد إدوارد الثالث - منذ غزو النورمان في سنة 1066.
ومع ذلك، فقد أسفر غزو النورمان عن فقدان العديد من الكلمات الأنجلو-سكسونية. في الواقع، بحلول نهاية الحقبة التي ما زالت الإنجليزية الوسطى محكية، لم يعد يُستخدم ما يصل إلى 80% من مفردات الإنجليزية القديمة. أكثر الألفاظ الدخيلة من اللغة الشمالية اللافتة للنظر ألا وهي (ضمائرها) لا يُمكن نسبها إلى التوليد اللغوي. كانت الأرجح نتيجةً للالتباس بين hiem و him إلخ.
تتحدر أكثر صيغ الجمع شيوعاً في اللغة الإنجليزية من جمع الرفع-النصب المذكر (بالإنجليزية القديمة as-) وهو أيضاً لفظ قريب من مع صيفة الجمع بالسكسونية القديمة (os-) وصيغة الجمع بالشمالية القديمة (ar-). مع ذلك، يقترح الاستخدام الواسع لصيغة الجمع (s-) وجود التأثير الفرنسي. لا توجد لغة جرمانية أخرى لديها صيغة جمع واحد أو صيغة جمع منتظة واحدة، فالهولندية والأفريقانية لدى كل واحدة منهما صيغتي جمع، في حين أن الألمانية والسويدية لدى كل واحدة منهما على الأقل خمس صيغ (أو أنها تعتمد على التعريف).
أثرت اللغة الفرنسية أيضاً على طريقة النطق في اللغة الإنجليزية أيضاً. حيث كان للغة الإنجليزية القديمة الصوامت الحتكاكية غير المصوتة [f]، و [s]، و[θ=ث]، و[ʃ=ش]، ساعد التأثير الفرنسي على تمييز نظرائها المصوتة [v]، و[z]، و[ð=ذ]، و[ʒ]، وساهمت أيضاً بالمصوت المزدوج [jɔ].

## اقرأ أيضاً
- تاريخ اللغة الإنجليزية.